# Establecimiento Penitenciario Anexo Mujeres de Chorrillos
El Establecimiento Penitenciario Anexo Mujeres de Chorrillos (anteriormente penal Santa Mónica) es un centro penitenciario ubicado en la provincia de Lima, en el distrito de Chorrillos. Entró en funcionamiento el 5 de abril de 1992, recepcionando internas procedentes del Establecimiento Penitenciario de Régimen Cerrado Especial Miguel Castro Castro que se encontraban recluidas por el delito de terrorismo, implantándose el régimen celular. La administración y seguridad estuvo a cargo de la Policía Nacional del Perú.
En 1997 interviene ya directamente personal de tratamiento del Instituto Nacional Penitenciario del Perú (INPE), a raíz de la promulgación del D. S. n.º 005-96, que ordenaba la clasificación de internas por este delito por pabellones y etapas de tratamiento. Con R. P. n.º 451-2006-INPE/P, el día 17 de julio de 2006, el INPE asume la dirección y seguridad interna del recinto penal.
Tiene un aforo de 450 mujeres. Al 9 de marzo de 2012, el penal contaba con 1038 internas, por lo que 175 fueron trasladas al penal Virgen de Fátima para reducir el hacinamiento.
El establecimiento penitenciario ha sido conocido también por recibir internas muy conocidas a nivel nacional, como la candidata presidencial Keiko Fujimori, la ex primera dama Nadine Heredia, la exalcaldesa de Lima Susana Villarán; la expresidenta del Consejo de Ministros Betssy Chávez; la hija del expresidente, Pedro Castillo, Yennifer Paredes; la conductora de televisión Magaly Medina: o la exfiscal de la nación Blanca Nélida Colán.